# Sunlight (film 1913)
Sunlight è un cortometraggio muto del 1913 prodotto e diretto da Theodore Wharton.

## Trama
Un giovane lascia la campagna e la fattoria dove è sempre vissuto per andare in cerca di fortuna nella grande città.

## Produzione
Il film, che fu prodotto dalla Essanay Film Manufacturing Company, venne realizzato nello stato di New York, negli studi di Ithaca.

## Distribuzione
Distribuito dalla General Film Company, il film - un cortometraggio di una bobina - uscì nelle sale cinematografiche USA il 9 settembre 1913.